# 不变子空间问题
数学领域泛函分析中，最著名的悬而未决的问题之一就是不变子空间问题，有时被乐观地称为不变子空间猜想。这个问题就是如下命题是否成立：
给定一个复希尔伯特空间H，其维度>1，以及一个有界线性算子T : H → H，则H有一个非平凡闭T-不变子空间，也即存在一个H的闭线性子空间W，而且它不同于{0}和H，且使得T(W) ⊆ W。
该命题对于所有2维以上有限维复向量空间是成立的：一个线性算子（矩阵）的特征值是其特征多项式的零点；根据代数基本定理，这个多项式存在零点；一个对应的特征向量可以张成一个不变子空间。该命题也很容易成立如果W不必是闭的：取任意H中非零向量x并考虑H的由{T n(x) : n ≥ 0}线性张成的子空间W.
虽然该猜想的一般情况未获证明，但已经可以列出命题成立的一些特殊情况：
- 在希尔伯特空间H可分的情况下该猜想相对比较容易证明（也即，如果它又一个不可数正交基。
- 谱定理表明所有正则算子有不变子空间。
- 每个紧算子有不变子空间，由Aronszajn和Smith于1954年证明。紧算子理论在很多方面和有限维空间算子理论相类似，所以该结果并不令人惊讶。
- 波恩斯坦和洛宾逊于1966年证明若T n对于某个正整数n是紧致的，则T有不变子空间。
- V. I. 罗门诺所夫（Lomonosov）于1973年证明若T和某个非零紧算子可交换，则T有不变子空间。

近年来，有些数学家试图采用随机矩阵理论来构造该猜想的反例。
如果考虑巴拿赫空间而不是希尔伯特空间，则该猜想不成立；P. Enflo于1975年给出了没有非平凡不变子空间的有界算子的显式例子，Charles Read于1984年也给出一个反例。但是，该命题对于算子的特定类别是成立的。
1964年，Louis de Branges发表了不变子空间猜想的可能证明，但后来被发现是错误的。他最近在他的网站上发表了一个新的可能证明（页面存档备份，存于）；但他的证明还未经过同行评审。